# Nepenthes papuana
Nepenthes papuana ist eine fleischfressende Pflanze aus der Gattung der Kannenpflanzen (Nepenthes). Sie wurde um 1910 vom Naturforscher Benedictus Hubertus Danser erstbeschrieben. Ihr Artepitheton „papuana“ ist der Herkunft dieser Pflanze entlehnt, sie stammt aus Papua-Neuguinea.

## Beschreibung

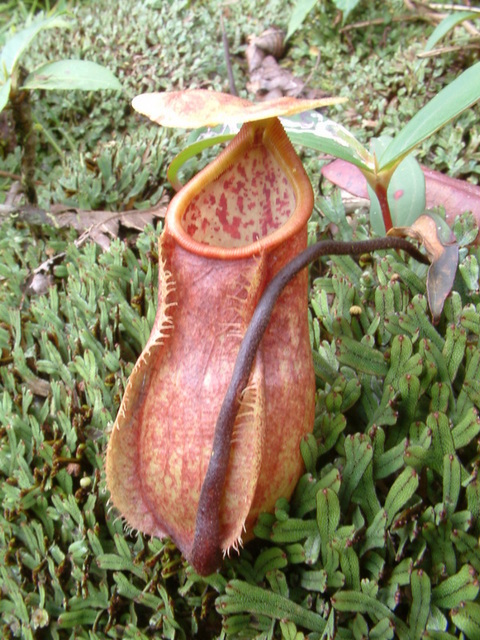
Untere Kanne

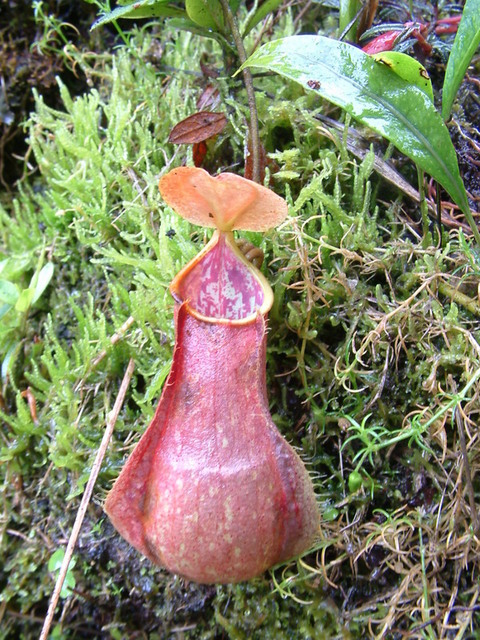
Obere Kanne

Nepenthes papuana ist ein kräftiger, mehrjähriger und immergrüner Halbstrauch mit mehr oder weniger kletternden Trieben, die im Alter verholzen und aus dem Holz neue Triebe bilden. Die Blätter von Nepenthes papuana sind elliptisch und spitz zulaufend, sitzen wechselständig am Trieb und werden bis zu 34 cm lang. Ihre Oberfläche ist matt glänzend.
Die Kannen von Nepenthes papuana weisen einen deutlichen Dimorphismus auf. Die unteren Kannen sind krugförmig und besitzen kaum ausgeprägte Flügelleisten, der Deckel ist breit-oval.
Die oberen Kannen hingegen sind bauchig-becherförmig, besitzen breit-ausladende Flügelleisten und einen eher herzförmigen Deckel. Die Kannen von Nepenthes papuana werden generell etwa 14 cm lang und sind damit im Verhältnis zum Blattwerk recht klein. Ihre Färbung ist meist ein helles Fleischrot mit dunkler Maserung. 

### Blüten und Samen
Die Blüten von Nepenthes papuana sind getrennt-geschlechtlich zweihäusig (diözisch) und erscheinen an etwa 40 cm langen rispigen Infloreszenzen. Sie besitzen vier Kronblätter und sind grünlich bis rötlich gefärbt.

## Heimat/Herkunft
Wie bereits in der Einleitung erwähnt, stammt Nepenthes papuana aus Papua-Neuguinea im indopazifischen Archipel. Dort wächst sie sowohl in offenen Feuchtsavannen wie in lichten, nebelverhangenen Bergwäldern in Höhenlagen von 250 bis 900 Metern.

## Botanische Geschichte
Von Nepenthes papuana sind keine natürlichen Hybriden bekannt. Sie ist eng mit Nepenthes neoguineensis verwandt.